# 키리칼레주

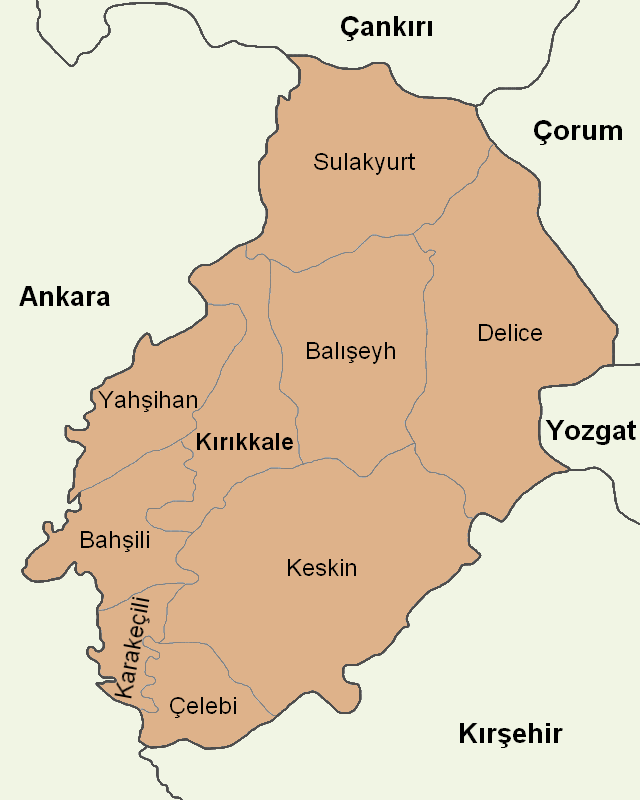

키리칼레주(튀르키예어: Kırıkkale ili)는 튀르키예 중부에 위치한 주로, 중앙아나톨리아 지역에 속한다. 주도는 키리칼레이며 면적은 4,365km2, 인구는 389,843명(2007년 기준), 자동차 번호는 71번, 시외전화 지역번호는 0318번이다. 9개 군을 관할한다.